# Székely István (zongoraművész, 1977)
Székely István (külföldön Isaac István Székely) (Zombor, 1977.) Spanyolországban élő vajdasági zongoraművész és -tanár.
Édesapja újságíró. Háromévesen édesanyjától kezdett zongorázni tanulni. Szülővárosa és Szabadka zeneiskolájába (itt Molcer Mátyás növendéke) járt, tízévesen már versenyt nyert. Első zenekari koncertjén, 15 évesen Beethoven Karfantáziáját játszotta. 1994-től a jeruzsálemi Rubin Zeneakadémián tanult. 1998 és 2001 között a kecskeméti Kodály Zoltán Zenepedagógiai Intézetben képezte tovább magát. Később a brüsszeli Királyi Konzervatóriumon szerez diplomát. Tanárai világhírű művészek és pedagógusok: Dundjerov Milica, Szabó Orsolya, Molcer Mátyás, Aleksandar Madzar.
Jelenleg El Albirban él és saját iskolájában tanít. Gyakran fellép a Vajdaságban, koncertezett Magyarországon, az USA-ban, Ázsiában. Kamarazenészként tagja az Arensky zongorakvartettnek, a Universal Music kamaraegyüttesnek. Versenyeken zsűrizik, mesterkurzusokat tart.

## Külső hivatkozások
- honlapja (spanyol–angol)
- életrajza a Concerts Costa Blanca művészügynökség honlapján
- saját zeneiskolája honlapja
- blogja (magyarul)
- cikk a Vajdasági Magyar Művelődési Intézet honlapján
- cikk a Hét Napban
- rajongói oldala a Facebookon.